# Lavassan
 (décembre 2011).
Si vous disposez d'ouvrages ou d'articles de référence ou si vous connaissez des sites web de qualité traitant du thème abordé ici, merci de compléter l'article en donnant les références utiles à sa vérifiabilité et en les liant à la section « Notes et références ».

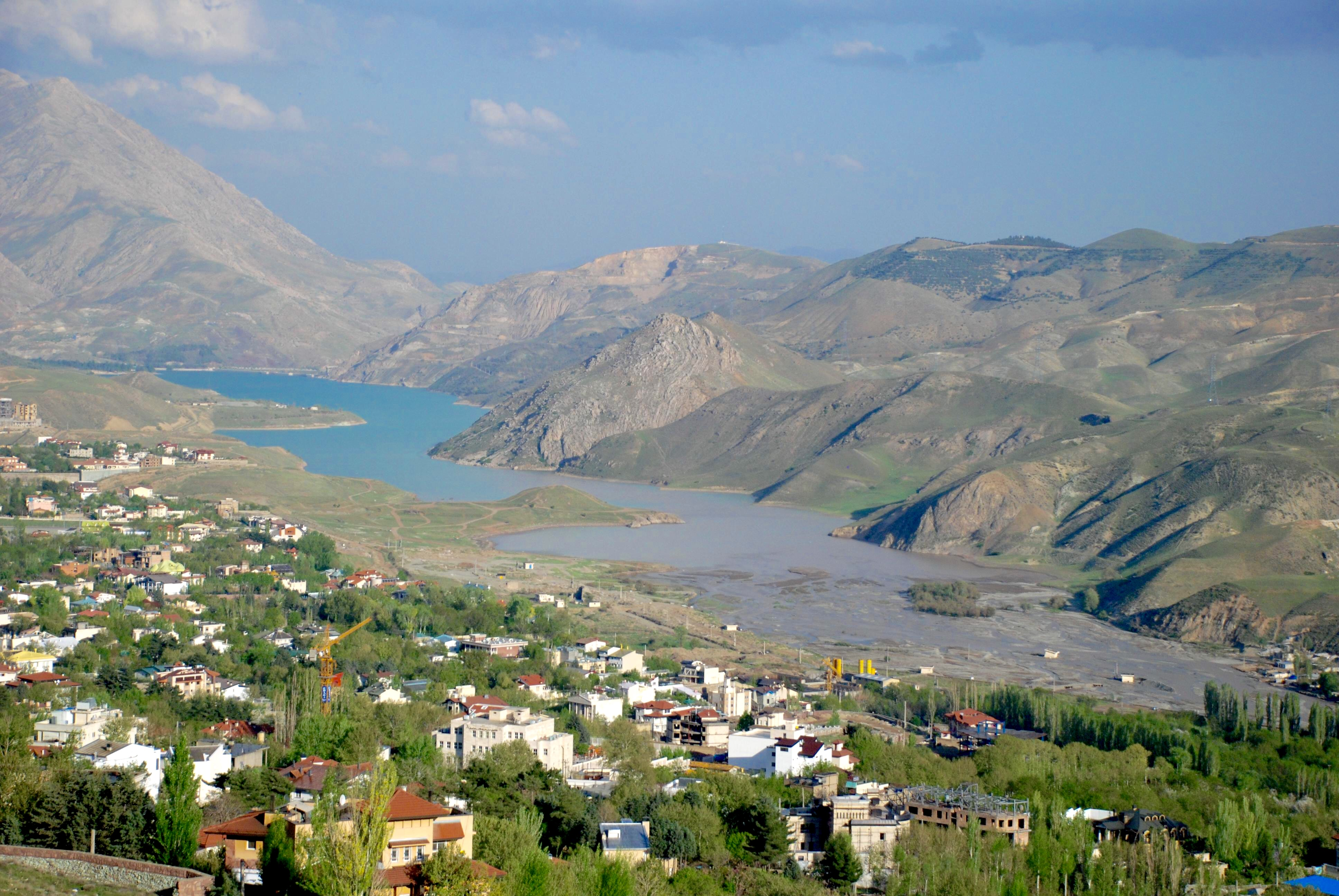
Les bords du lac à Lavassan en 2011.

Lavassan est une ville d'Iran située au nord-ouest de Téhéran avec une population d'environ 25 000 personnes. La ville est ancienne mais elle n'est connue que depuis les années 1980, lorsqu'une forte immigration transforma les jardins de cerisiers en villas. 
La ville est connue pour ses cerises, son lac artificiel et son air de montagne. Sa population travaille essentiellement dans le secteur tertiaire, avec beaucoup de magasins, d'agences immobilières et d'épiceries. La plus grande partie des habitants de Lavassan sont des immigrants de Téhéran ayant une maison à Lavassan, secondaire ou principale. Le reste de la population se composent d'habitants ayant fait fortune grâce au boom immobilier qui a suivi la forte immigration.

## Culture
Lavassan a attiré beaucoup d'artistes modernes iraniens du fait de sa proximité de Téhéran de sa nature attrayantes et de ses prix qui étaient très accessibles. Mais même avec la présence de beaucoup d'artistes Lavassan n'a jamais abrité d'infrastructures culturelles à part quelques bibliothèques et une université ouverte en 2010.
Abbas Kiarostami (1940-2016) réalisateur, scénariste et producteur de cinéma iranien, est enterré à Lavassan.

## Infrastructures
Lavassan a eu accès au gaz en 2009 ; jusqu'à cette date les chaudières marchaient au gazole. Le système d'égouts fonctionnera en 2012. La ville est basée sur un axe routier majeure relié à d'autres axe secondaire puis viennent les rues, la ville dispose également d'un périphérique. On trouve beaucoup d'infrastructures touristique comme des parcs, des restaurants et des cafés mais le lac, principal site touristique ne contient aucun infrastructure. Plusieurs centres commerciaux sont apparus dans les années 2000 ainsi que des bâtiments de bureaux. Dans le domaine sportif Lavassan possède des terrains de basket-ball, de football, de volley-ball et de handball ainsi que des centres de gymnastique et de yoga et aussi une piscine municipale.